# 잭 리처
잭 리처(영어: Jack Reacher)는 영국에서 출생한 소설가 리 차일드의 소설 시리즈에 등장하는 가상의 예비역 미국 육군 헌병 장교이자 탐정이다. 2020년 발간된 The Sentinel 부터는 리 차일드가 자신의 친동생인 앤드류 차일드와 공저하고 있다.

## 생애
- 1960년 10월 29일 태어났다. 잭 리처의 아버지는 미국 해병대 장교였고, 당시 서독 서베를린에 주둔한 주독 미군이었다. 잭 리처는 아버지를 따라 세계 각국을 돌아다니며 성장했다.
- 1979년 미국 육군사관학교(U.S. Military Academy at West Point)에 입학했다.
- 1983년 미국 육군사관학교를 졸업했고, 미국 육군의 소위로 임관했다. 헌병 특기로 복무하면서, 중위, 대위, 소령으로 진급했다.
- 1990년 계급이 소령이었는데, 1월에 있었던 어떤 사건으로 인해 대위(captain)로 강등했다.[1]
- 1991년 걸프 전쟁 참전했고, 은성 무공 훈장, 청동 성장, 상이 기장, 종군 기장 등을 받았다. 그 후 다시 소령으로 진급했다.
- 1997년 3월에 어떤 사건을 맡아서 수행하고, 전역했다. 전역 직전의 계급은 소령(major)이었다.[2]

## 신체 특징과 생활 습관
- 키는 6피트 5인치 즉 약 195 cm이고, 몸무게는 250파운드 즉 약 110kg 정도이다.
- 힘이 세고, 머리가 좋고, 싸움을 잘 한다.
- 시계를 보지 않아도, 심지어 자다가 깨어나서도, 그때가 몇시 몇분인지 알 수 있다. 이것을 '머릿 속 시계'(the clock in the head)라고도 부른다.
- 왼쪽 귀의 청력이 상당히 손상되었다.[3]
- 집도 차도 소유하지 않고, 떠도는 생활을 한다.[4]
- 가지고 다니는 것은 주머니 안에 휴대하는 여권, ATM 카드, 여행용 칫솔 세가지뿐이다. 그래서 가방도 필요 없이 빈손으로 다닌다.
- 현금이 필요할 때는 미국 전보회사인 웨스턴 유니온(The Western Union Company)을 통해 자기 연금을 인출해서 사용한다. 데빗카드도 신용카드도, 휴대전화도 가지고 있지 않기 때문에 누군가 잭 리처의 위치를 추적하기가 어렵다.
- 옷은 싼 것으로 구입해서 며칠 입고 나서, 새 옷을 사서 갈아 입으면서 그 이전에 입은 옷은 버린다.

## 가족 관계
잭 리처에게는 아버지, 어머니, 형이 있었다.
- 아버지인 스탠 리처(Stan Reacher)는 1928년 6월에 태어났고, 미국 해병대의 장교가 되었다. 한국, 베트남, 일본, 서독 등에서 복무했다.
- 어머니인 조세핀 무티어 리처(Josephine Moutier Reacher)은 프랑스 출신으로 제2차 세계 대전 당시에는 레지스탕스 대원으로 활동했다.
- 아버지와 어머니는 대한민국에서 처음 만났고, 네덜란드에서 결혼했다. 아버지는 1988년에 사망했고, 잭 리처는 장례식에 참석했다. 어머니는 1990년에 프랑스에서 폐암으로 사망했고, 잭 리처는 장례식에 참석했다.[5]
- 형인 조 리처(Joe Reacher)는 태평양의 외딴 섬에서[6] 1958년에 태어났고, 잭 리처보다 먼저 미국 육군사관학교를 졸업했다. 1989년에 이미 대령(full colonel)이었다. 그 후 군에서 전역했고, 미국 재무부에서 일하다가 1997년에 사망했다.[7]

## 잭 리처가 등장하는 소설
아래는 잭 리처가 주인공인 단행본을 발간순으로 정리한 목록이다. 영어 제목과 발간연도, 그리고 한국어 번역 제목 순으로 표기했다.
1. Killing Floor (1997) - 《추적자》
2. Die Trying (1998) - 《탈주자》
3. Tripwire (1999)
4. Running Blind (2000)
5. Echo Burning (2001)
6. Without Fail (2002)
7. Persuader (2003)
8. The Enemy (2004)
9. One Shot (2005) - 《원 샷》 (영화 《잭 리처》의 원작)
10. The Hard Way (2006) - 《잭 리처의 하드웨이》
11. Bad Luck and Trouble (2007) - 《1030》
12. Nothing to Lose (2008)
13. Gone Tomorrow (2009) - 《사라진 내일》
14. 61 Hours (Spring 2010) - 《61시간》
15. Worth Dying For (Fall 2010) - 《악의 사슬》
16. The Affair (2011) - 《어페어》
17. A Wanted Man (2012) - 《원티드 맨》
18. Never Go Back (2013) - 《네버 고 백》 (영화 《잭 리처: 네버 고 백》의 원작)
19. Personal (2014) - 《퍼스널》
20. Make Me (2015) - 《메이크 미》
21. Night School (2016) - 《나이트 스쿨》
22. No Middle Name (2017) - 단편집. 여기에 포함된 단편들은 Too Much Time / Second Son / High Heat / Deep Down / Small Wars / James Penny's New Identity / Everyone Talks / Not a Drill / Maybe They Have a Tradition / Guy Walks into a Bar / No Room at the Motel / The Picture of the Lonely Diner 로 총 12편
23. The Midnight Line (2017) - 《웨스트포인트 2005》
24. Past Tense (2018) - 《10호실》
25. Blue Moon (2019) - 《출입통제구역》
26. The Sentinel (2020)
27. Better off Dead (2021)
28. No Plan B (2022)
29. The Secret (2023)
30. In Too Deep (2024, 발간 예정)

아래는 잭 리처가 주인공인 단편소설 중 2019년 기준으로 아직 단행본 단편집에 포함되지 않은 것이다. 전자책으로 읽을 수 있다.
1. The Christmas Scorpion (2017)

아래는 리 차일드를 포함하여 여러 작가들이 참여하였고, 잭 리처를 포함하여 여러 주인공들이 등장하는 단편집이다.
1. In Session (2011) - Knowing you're Alive (with Dr. Morgan Snow)
2. Faceoff (2014) - Good and Valuable Consideration: Jack Reacher vs. Nick Heller
3. Match Up (2017) - Faking a Murderer: Kathy Reichs's Temperance Brennan vs. Lee Child's Jack Reacher

## 잭 리처가 주인공인 영상물
- 잭 리처 (영화): 주인공을 맡은 배우는 톰 크루즈였고, 2012년 개봉했다.
- 잭 리처: 네버 고 백: 주인공을 맡은 배우는 톰 크루즈였고, 2016년 개봉했다.
- 리처 (Reacher) - 아마존 프라임 비디오의 TV 시리즈
  - 시즌 1: 원작은 Killing Floor이고, 2022년 2월 출시되었다.
  - 시즌 2: 원작은 Bad Luck and Trouble 이고, 2023년 12월 출시되었다.